# 红皮水锦树
红皮水锦树（学名：Wendlandia tinctoria sp. intermedia）为茜草科水锦树属下的一个亚种。